# 靈堂

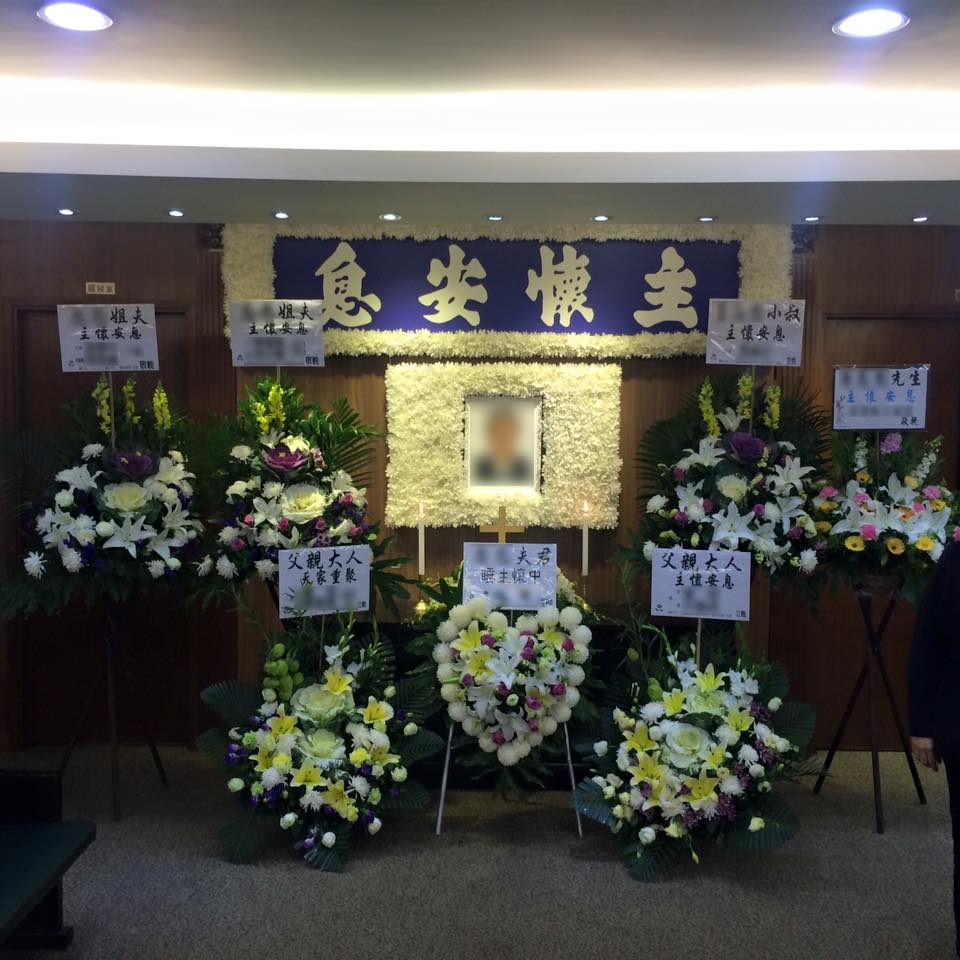
香港九龍殯儀館靈堂

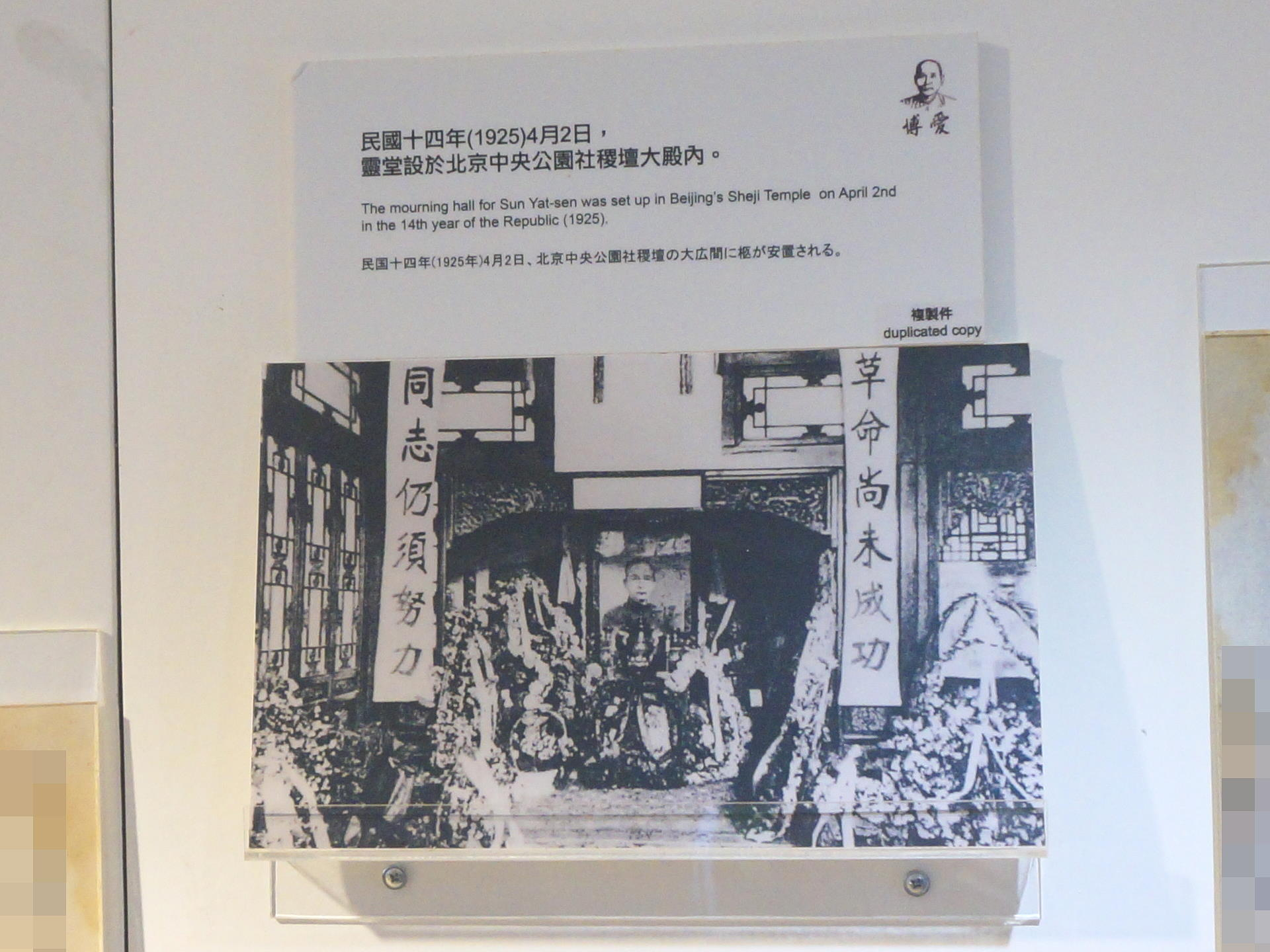
孫文死後的靈堂

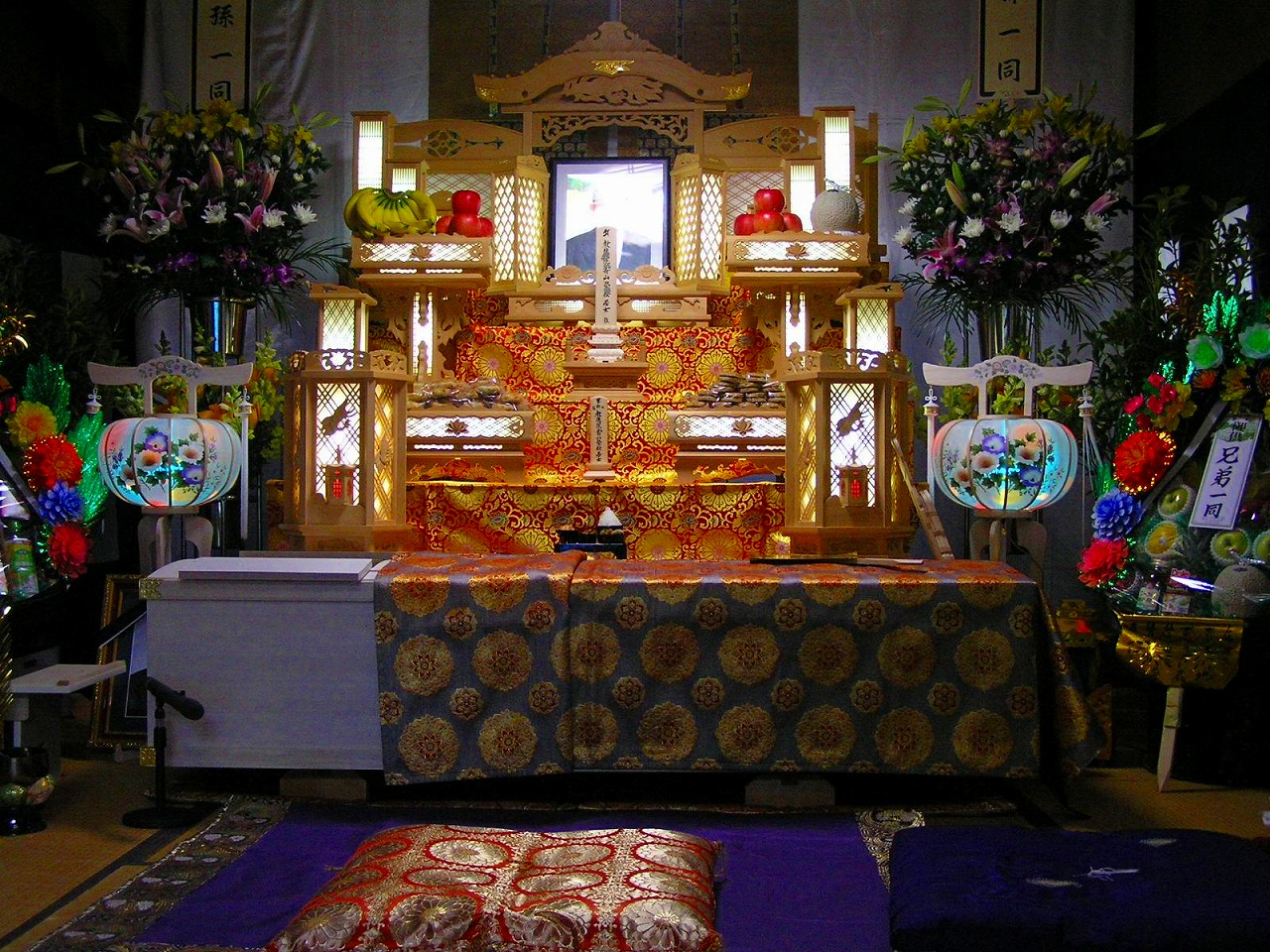
當今日本的靈堂

靈堂，是堂的一種，也是一個葬礼場所。它是人死亡後出殯之前讓人祭奠屍體以及弔唁的地方。靈堂原指有神佛等靈異的殿堂，不過到了宋朝的太平廣記以及太平御覽都已提及靈堂是人死後祭禮地方。
靈堂通常是臨時設置，死者親友會聚集在靈堂，同時遺體也會擺放在靈堂。通常自家宅第、村中大堂 、教堂之類都會臨時成為靈堂。不過亦有常設靈堂的地方，如殯儀館，常年為不同的人設置靈堂。
靈堂擺設因时因地因信仰而有異。現今很多時候會設壇拜祭，而壇中放張大像片。唐人多在壇左右擺挽聯以及花牌。傳統上會放香燭，但亦有時只放鮮花。
古時有分戶內與戶外靈堂，戶內叫室，戶外叫堂，後來內外都統一叫作靈堂。